# Mikroglossie
Die Mikroglossie, von  μικρός mikrós ‚klein, eng‘, und γλῶσσα glō̂ssa ‚Zunge‘, ist eine  sehr seltene angeborene Erkrankung mit (bereits bei Geburt) zu kleiner Zunge.
Die Zunge ist aufgrund einer Hypotrophie oder Hypoplasie abnormal klein. Vollständiges Fehlen wird als Aglossie bezeichnet.

## Verbreitung
Eine Mikroglossie ist sehr selten, bislang wurde über ca. 50 Betroffene berichtet. 
Es gibt isolierte Formen, häufig besteht jedoch eine Assoziation mit Fehlbildungen der Extremitäten im Rahmen eines Hypoglossie-Hypodaktylie-Syndromes.
Anscheinend kommt eine Mikrognathie gehäuft vor.
Bei folgenden weiteren Syndromen kann eine Mikroglossie auftreten:
- Pierre-Robin-Sequenz
- Holoprosenzephalie

## Geschichte
Aus dem Jahre 1914 stammt ein Fallbericht von B. C. Maybury.